# Byctiscus venustus
Byctiscus venustus is een keversoort uit de familie Rhynchitidae. De wetenschappelijke naam van de soort is voor het eerst geldig gepubliceerd in 1875 door Pascoe.